# Горео, Жан-Бартельми
Жан-Бартельми Горео (фр. Jean-Barthélemy Hauréau; 1812—1896) — французский историк и публицист.

## Биография
Бартельми Горео родился 9 ноября 1812 года в городе Париже. Получил образование в столичных лицеях Людовика Великого и Кондорсе.
В 1832 году дебютировал на литературное поприще политической брошюрой «La montagne», подвергшейся сильным нападкам (впоследствии (1842) он сам отрекся от неё в своем письме к редактору «L’Union»).
После разносторонней публицистической деятельности, Горео с 1848 по 1851 год занимал пост хранителя рукописей при Национальной библиотеке Франции.
После падения Второй французской империи Жан-Бартельми Горео был назначен директором национальной типографии. Помимо этого был членом попечительского совета Больших школ Франции.
Среди его наиболее известных публикаций были: «Histoire littéraire du Maine» (2 изд. 1870—1877); «François I et sa cour» (1853); «Charlemagne et sa cour» (1854); «Hugues de Saint-Victor» (1859); «Histoire de la philosophie scolastique» (1872—81); «Bernard Délicieux et l’inquisition albigeoise» (1877); издал «Mélanges d’Hildeberg de Lavardin» (1882) и «Catalogue des manuscrits de la Bibliothèque Mazarine» (1887). Им также были написаны XV и XVI тт. «Gallia Christiana» (1856—1865 гг.).
Жан Бартельми Горео умер 29 апреля 1896 года в родном городе.